# Turá
Turá (Tура en ruso) es la capital del Okrug (distrito) autónomo de Evenkía, el cual pertenece al Krai (región) de Krasnoyarsk, en la meseta central siberiana rusa.  

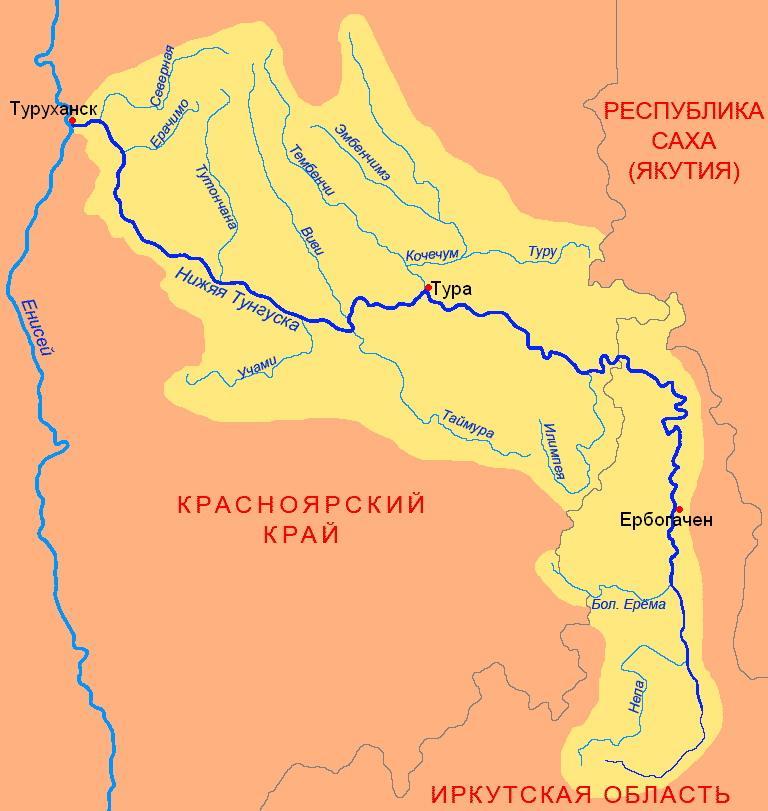
Turá (Tура) en un mapa del río Tunguska Inferior

Aposentada en el margen derecho del río Tunguska Inferior y junto a la desembocadura de su afluente, el río Kochechum, tiene una población de unos 5500 habitantes, de los cuales casi una cuarta parte pertenecen a los pueblos indígenas del norte de Siberia, mayoritariamente a la etnia evenki.
Tura ofrece una amplia gama de servicios públicos para la región, como aeropuerto, centro de asistencia médica, colegio para el personal médico, escuela primaria y secundaria, escuela para niños inadaptados, biblioteca pública y un museo donde se muestra la antigua cultura del pueblo evenko. Hay un periódico local, el Evenkiyskaya Zhizn.
Situada a una longitud de 64ºN, por debajo del círculo polar ártico, las severas temperaturas que soporta en el largo invierno hacen impracticable cualquier medio de transporte terrestre durante la mayor parte del año, con lo que las comunicaciones son casi exclusivamente aéreas, por medio de helicópteros o aviones procedentes de la ciudad de Krasnoyarsk, capital del Krai.  Algunos barcos de carga navegan también por el río Tunguska Inferior durante los meses que no está congelado.

## Clima
| Parámetros climáticos promedio de Turá (1991-2020) | Parámetros climáticos promedio de Turá (1991-2020) | Parámetros climáticos promedio de Turá (1991-2020) | Parámetros climáticos promedio de Turá (1991-2020) | Parámetros climáticos promedio de Turá (1991-2020) | Parámetros climáticos promedio de Turá (1991-2020) | Parámetros climáticos promedio de Turá (1991-2020) | Parámetros climáticos promedio de Turá (1991-2020) | Parámetros climáticos promedio de Turá (1991-2020) | Parámetros climáticos promedio de Turá (1991-2020) | Parámetros climáticos promedio de Turá (1991-2020) | Parámetros climáticos promedio de Turá (1991-2020) | Parámetros climáticos promedio de Turá (1991-2020) | Parámetros climáticos promedio de Turá (1991-2020) |
| Mes                                                | Ene.                                               | Feb.                                               | Mar.                                               | Abr.                                               | May.                                               | Jun.                                               | Jul.                                               | Ago.                                               | Sep.                                               | Oct.                                               | Nov.                                               | Dic.                                               | Anual                                              |
| -------------------------------------------------- | -------------------------------------------------- | -------------------------------------------------- | -------------------------------------------------- | -------------------------------------------------- | -------------------------------------------------- | -------------------------------------------------- | -------------------------------------------------- | -------------------------------------------------- | -------------------------------------------------- | -------------------------------------------------- | -------------------------------------------------- | -------------------------------------------------- | -------------------------------------------------- |
| Temp. máx. abs. (°C)                               | -1.2                                               | 3.3                                                | 9.3                                                | 18.5                                               | 31.3                                               | 37.6                                               | 38.8                                               | 32.6                                               | 26.0                                               | 17.2                                               | 6.5                                                | 3.0                                                | 38.8                                               |
| Temp. máx. media (°C)                              | -29.9                                              | -23.3                                              | -8.3                                               | 1.7                                                | 10.0                                               | 20.9                                               | 24.2                                               | 19.4                                               | 10.4                                               | -2.2                                               | -19.4                                              | -28.9                                              | -2.1                                               |
| Temp. media (°C)                                   | -34.0                                              | -29.1                                              | -16.3                                              | -5.0                                               | 4.2                                                | 14.1                                               | 17.2                                               | 13.1                                               | 5.1                                                | -6.1                                               | -23.8                                              | -32.8                                              | -7.8                                               |
| Temp. mín. media (°C)                              | -37.9                                              | -34.0                                              | -23.3                                              | -11.7                                              | -1.4                                               | 7.3                                                | 10.7                                               | 7.9                                                | 1.1                                                | -9.5                                               | -27.7                                              | -36.7                                              | -12.9                                              |
| Temp. mín. abs. (°C)                               | -58.9                                              | -59.2                                              | -50.7                                              | -41.6                                              | -27.1                                              | -5.8                                               | -1.5                                               | -5.5                                               | -15.6                                              | -39.1                                              | -52.0                                              | -60.0                                              | -60.0                                              |
| Precipitación total (mm)                           | 16                                                 | 12                                                 | 12                                                 | 17                                                 | 35                                                 | 46                                                 | 56                                                 | 68                                                 | 38                                                 | 32                                                 | 24                                                 | 19                                                 | 375                                                |
| Nevadas (cm)                                       | 41                                                 | 46                                                 | 47                                                 | 27                                                 | 2                                                  | 0                                                  | 0                                                  | 0                                                  | 0                                                  | 7                                                  | 22                                                 | 33                                                 | 225                                                |
| Días de lluvias (≥ 1 mm)                           | 0                                                  | 0                                                  | 0.3                                                | 4                                                  | 14                                                 | 19                                                 | 17                                                 | 18                                                 | 17                                                 | 5                                                  | 0.1                                                | 0.03                                               | 94.4                                               |
| Días de nevadas (≥ 1 mm)                           | 24                                                 | 23                                                 | 21                                                 | 17                                                 | 11                                                 | 1                                                  | 0                                                  | 0.2                                                | 8                                                  | 25                                                 | 24                                                 | 24                                                 | 178.2                                              |
| Horas de sol                                       | 8                                                  | 60                                                 | 167                                                | 222                                                | 240                                                | 264                                                | 288                                                | 185                                                | 107                                                | 72                                                 | 29                                                 | 3                                                  | 1645                                               |
| Humedad relativa (%)                               | 77                                                 | 76                                                 | 70                                                 | 63                                                 | 58                                                 | 59                                                 | 65                                                 | 73                                                 | 75                                                 | 78                                                 | 78                                                 | 77                                                 | 70.8                                               |
| Fuente n.º 1: Погода и климат                      |                                                    |                                                    |                                                    |                                                    |                                                    |                                                    |                                                    |                                                    |                                                    |                                                    |                                                    |                                                    |                                                    |
| Fuente n.º 2: NOAA                                 |                                                    |                                                    |                                                    |                                                    |                                                    |                                                    |                                                    |                                                    |                                                    |                                                    |                                                    |                                                    |                                                    |